# Fred Kahele
Fred Kulanui Kahele (* 5. November 1900 in Kīpahulu; † 20. März 1976 in Stockton) war ein US-amerikanischer Schwimmer.

## Karriere
Kahele wurde 1900 auf Hawaii geboren und meldete sich 1917 bei einem Rekrutierungszentrum der United States Navy Reserve in San Francisco. In den folgenden Jahren war er in New York City und Kalifornien stationiert – dort schwamm er zeitweise für den Verein Central YMCA im New Yorker Stadtteil Brooklyn. 1920 qualifizierte er sich für die Olympischen Spiele in Antwerpen. In den Wettbewerben über 400 m und 1500 m Freistil scheiterte er hier jeweils als Vierter knapp an einem Medaillengewinn. Anfang 1921 begab sich der Schwimmer auf eine Tour durch den Mittleren Westen, wo er an verschiedenen Wettkämpfen teilnahm. Im Herbst desselben Jahres zog er nach Long Beach und schloss sich der Schwimmmannschaft des Long Beach Bath House an. In den nächsten Jahren schwamm er für Vereine aus Chico, Stockton und Pacific City – zeitgleich arbeitete der US-Amerikaner für eine hawaiianische Unterhaltungsgruppe. Im Jahr 1923 wurde er mehrfach für kurze Zeit inhaftiert, so erfolgte unter anderem eine Verhaftung während eines Wettbewerbs in den Sutro Baths. 1924 zog er sich aus dem aktiven Schwimmsport zurück und ließ sich in Oakland nieder. Dort verdiente er sein Geld unter anderem als Gitarrist der Gruppe Mid-Pacific Quartet, Hafenarbeiter und auf einer Obstplantage.